# Gran Sinagoga de París
La Gran Sinagoga de París (en francés: Grande synagogue de Paris) generalmente conocida como "Sinagoga de la Victoria" o "Gran Sinagoga de la Victoria" está situada en el 44, Rue de la Victoire, en el distrito 9, de la ciudad de París, capital de Francia.
El arquitecto que la diseñó fue Alfred-Philibert Aldrophe (1834-1895) quien también construyó la sinagoga de Versalles y la de Enghien-les-Bains. Su construcción comenzó en 1867 y la sinagoga fue inaugurada en 1874, se abrió al público en 1875, construida en el estilo clásico, pero adornada con motivos bizantinos.

## Historia
La primera Gran Sinagoga de París, ubicada en la rue ND de Nazareth, fue establecida en 1830. Sin embargo, resultó ser demasiado pequeña y se encontraba en un barrio menos prestigioso que el de la Ópera, donde residía la burguesía judía de la época. Bajo la dirección del Gran Rabino Lazare Isidore, en 1867 se iniciaron los trabajos para construir la actual Gran Sinagoga de París. El terreno fue cedido por la familia imperial y la comunidad judía financió la construcción de la sinagoga, principalmente la familia Rothschild, de ahí el apodo Rothschild Schule que a menudo se le da a La Victoire.
Un dato interesante es que en los planos originales, la Gran Sinagoga de París tenía proyectada otra entrada. Sin embargo, la emperatriz Eugenia, esposa de Napoleón III, se opuso a que el acceso estuviera a medio camino entre dos templos cristianos, La Trinité y Notre-Dame de Lorette. Por esta razón, la orientación de la sinagoga no es hacia Jerusalén, como es habitual en estos templos.

## Arquitectura
La Gran Sinagoga de París, con su imponente estructura, su fachada, la altura de la nave, la presencia de los grandes órganos y el coro, evoca la arquitectura de las iglesias construidas en ese período. Con capacidad para 1800 personas, es la segunda sinagoga más grande de Europa después de la de Budapest.
El arca sagrada es un elemento único en las sinagogas europeas debido a sus dimensiones. La mayoría de los ornamentos utilizados en el culto, en especial la gran araña de plata maciza y la lámpara eterna, fueron donados por Gustave de Rothschild y su esposa en la inauguración.